# كيث باربر
كيث باربر (بالإنجليزية: Keith Barber)‏ هو جغرافي بريطاني، ولد في 1944، وتوفي في 2017.